# Mohamed Zian
Mohamed Zian (en árabe: محمد زيان. Málaga, España, 14 de febrero de 1943), es un abogado y político marroquí. Es el fundador y Secretario General del Partido Liberal Marroquí, antiguamente perteneció a Unión Constitucional, partido por el que fue ministro en el segundo y tercer gobierno de Filali.

## Biografía
En 1963, Mohamed Zian cursó sus estudios secundarios en Ginebra, Suiza. En 1967, estudió una licenciatura en derecho público por la Facultad de las Ciencias Jurídicas de Rabat. Entre 1968 y 1969, obtiene un CES en Derecho Público, sociología general y relaciones internacionales.

### Carrera como abogado
De 1965 a 1968, trabaja como alto funcionario del ministerio de la agricultura. Desde 1971, es abogado titular del Colegio de Abogados de Rabat, y obtiene un puesto como letrado gubernamental. Desde 2006, es bâtonnier, un puesto de los países francófonos equiparable a presidente o portavoz, del Colegio de Abogados de Rabat.
Fue igualmente abogado del ESISC (Centro Europeo para la Información Estratégica y la Seguridad). En 2009, él consiguió que condenasen a la publicación Le Journal a indemnizarle en 250 000 euros por atentar contra su honor.
En 2008, toma la defensa de Christophe Curutchet, un ciudadano francés condenado a 8 años de prisión por narcotráfico a quien consiguió reducir la condena a 18 meses de encarcelamiento.
En agosto de 2014, Mohamed Zian redacta una carta abierta dirigida al ministro de justicia Mustafa Ramid en la cual denuncia 13 casos de corrupción. Mientras que podía transmitir el dossier a la instancia central de la prevención (ICPC), prefirió airear estos casos de corrupción públicamente explicando que la ICPC dependía del parqué, un órgano igualmente corrupto.

### Carrera política
Entre 1985 y 1986, es presidente de la comisión de la legislación y la función pública. De 1985 a 1996, será miembro del cabildo de Rabat, y de 1985 a 1997, es igualmente diputado por la circunscripción de Rabat.
De 1991 a 1997, es miembro del Consejo Consultivo de los Derechos Humanos. De marzo de 1995 a febrero de 1996, es ministro delegado a los Derechos Humanos.
Mohamed Zian ha sido también miembro de la mesa política de la Unión Constitucional, fundador de la publicación Al Hayat Al Yaoumiya, y coordinador nacional del Partido Liberal Marroquí.

### Encarcelamiento
En noviembre de 2023 ingresó en la prisión de Arjat por criticar las ausencias del rey Mohamed VI en los asuntos del país y reclamar la abdicación del monarca en favor de su hijo, el príncipe heredero Hasán. En julio de 2024 fue condenado a cinco años de cárcel.